# León de Arroyal

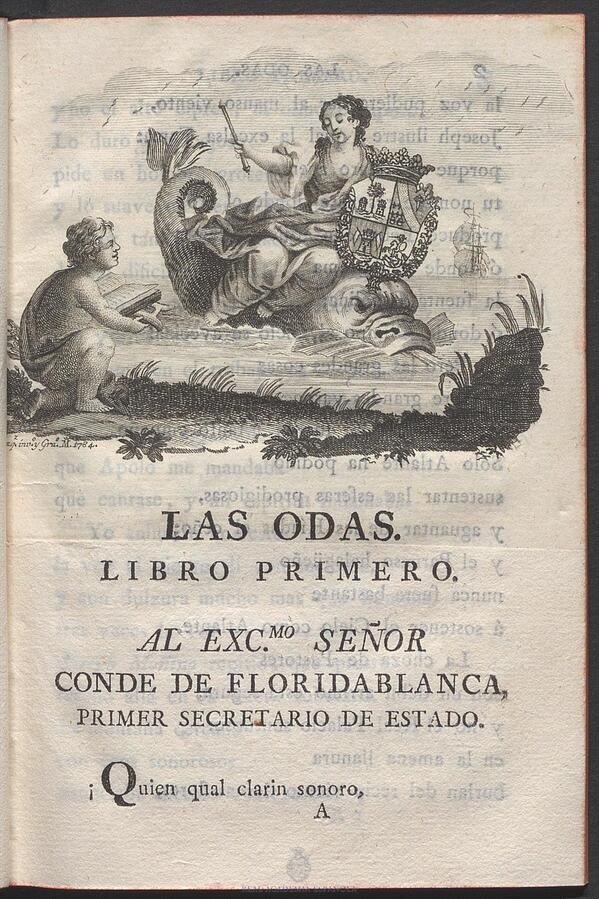
Viñeta alegórica al frente de las Odas de León de Arroyal, grabado de Bartolomé Vázquez, 1784

León de Arroyal y Alcázar (Gandía, Valencia, 12 de abril de 1755-Vara de Rey, Cuenca, 5 de enero de 1813), pensador, poeta, traductor, escritor satírico español, vinculado a la Escuela literaria salmantina del siglo XVIII.

## Biografía
Era de origen noble, aunque humilde; su madre fue Juliana de Alcázar, natural de Vara de Rey, y su padre el abogado y juez andaluz Fernando de Arroyal (Ayamonte, 1712 - Salamanca, 23 de noviembre de 1777), que ejerció en Sevilla y en 1744 se trasladó a Madrid, matriculándose para ejercer en el colegio de abogados de la Villa y Corte. Su hijo León marchó a estudiar Derecho a Salamanca, donde estuvo viviendo entre octubre de 1773 y 1777. Allí entró en la Academia Cadálsica, donde se relacionó con importantes escritores ilustrados del Neoclasicismo como Juan Meléndez Valdés, José Iglesias de la Casa o Juan Pablo Forner, con quien no se llevó bien a causa del nacionalismo acrítico de este, o con Pedro Estala, con quien luego se vería en Madrid, hacia donde marchó en 1778. La Academia le convirtió en poeta y empezó a escribir sus Sátiras y sus Odas, de las cuales sólo pudo imprimir las segundas en 1784. Se casó con Rita Piquer, una dama viuda y bastante mayor que él, pariente de Forner y de Andrés Piquer, el médico y filósofo del eclecticismo valenciano, instalándose a partir de 1781 en la localidad conquense de Vara de Rey, como contador de Hacienda en el partido de San Clemente. En Vara de Rey intentó impulsar una sociedad económica de amigos del país, que no obtuvo la aprobación de la matritense de la que debía depender. Emprendió, asimismo, la traducción al castellano de la liturgia cristiana, en lo que encontró la cerrada oposición de la Iglesia, y en especial de los monjes jerónimos de San Lorenzo de El Escorial, que veían como suyo tal privilegio, pese a lo cual pudo publicar dos volúmenes con sendas traducciones de oficios. De ello se burló Forner, quien en uno de sus epigramas, llamándole Cleón, escribió:

Por la ganancia traduce

devocionarios Cleón,

y su gloria y su opinión

a cuentos vanos reduce.

Su virtud o ingenio fino

ved en intento tan sano:

para honrarse lo profano,

para ganar lo divino
Forner, Epigrama, XXIV

Tradujo, asimismo, los Dísticos de Catón. Como escritor de la Ilustración, León de Arroyal representa en España el desengaño de los intentos del reformismo borbónico por encontrar mayor representatividad política. Es el primer escritor del siglo XVIII en pedir, e incluso esbozar una Constitución para España, y uno de los más radicales en esa petición en sus Cartas político-económicas al Conde de Lerena, (a la sazón ministro de Hacienda), que se redactaron en un periodo de diez años hasta 1795, que es la fecha de la última. La obra consta de dos partes. La primera, compuesta de cinco cartas, está dirigida a Lerena, y contiene un análisis político, histórico, social y económico de la decadencia de España, y una propuesta de reforma:

El pueblo verá con gusto la disminución de un poder que regularmente se funda en su opresión y en su debilidad. Las grandes riquezas de los particulares siempre son despojos del común. La naturaleza ama la igualdad y los hombres vemos con complacencia la humillación del que está en mayor altura o prosperidad que nosotros. La soberbia y la altanería, compañeras casi inseparables del dinero, hacen odioso a aquel que le posee, y nos le representan como un usurpador de aquellos que juzgamos deberíamos nosotros poseer
Carta IV

La segunda parte, donde se esboza un proyecto de Constitución, está formada por siete cartas más, y fue escrita cuando se estaba quedando ciego y apenas podía leer lo que escribía; fue descubierta por José Caso González y está dirigida a Francisco de Saavedra, siguiente ministro de Hacienda; tan largo periodo de elaboración motiva diferencias en ideas y estilo del autor entre las primeras y las últimas, si bien forman un todo orgánico. Permanecieron inéditas y anónimas (siendo atribuidas desde a Francisco Cabarrús hasta a Campomanes, pasando por Jovellanos) hasta que François López descubrió a su verdadero autor en 1967; en ellas se ataca el consuetudinarismo legal español antiguo que anquilosa e impide cualquier progreso y defiende una reforma legislativa radical ("feliz revolución") y la creación de una constitución que con el poder de las leyes límite el poder del rey y fomente la igualdad y la libertad económica. Se da, pues, el paso desde la petición de libertades económicas a la petición de libertades políticas en forma de una Constitución: la Ilustración se transforma en Liberalismo. Una constitución que se funde en la ley natural del pacto social. Esta constitución debe hacer una reforma radical en la estructura religiosa y el sistema judicial, eliminar los privilegios de la nobleza y racionalizar la distribución del territorio. La Monarquía constitucional es su modelo, que propone en las tres últimas cartas: la soberanía debe residir en la nación y el monarca actúa como su primer magistrado, quedando sometido al poder judicial, pues la constitución debe consagrar la división de poderes propuesta por Montesquieu.

El mapa general de la Península nos representa cosas ridículas de unas provincias encajadas en otras, ángulos irregularísimos por todas partes, capitales situadas a las extremidades de sus partidos, intendencias
extensísimas e intendencias muy pequeñas, obispados de cuatro leguas y obispados de setenta, tribunales cuya jurisdicción apenas se extiende fuera de los muros de una ciudad y tribunales que abrazan dos o tres reinos; en fin todo aquello que debe traer consigo el desorden y la confusión... La igualdad en la división de las provincias es el cimiento de la buena administración económica, civil y militar; es el gran fudamento de la exactitud en el arte de calcular, y es la única que nos puede poner en estado de fomentar este gigante cuerpo de la monarquía
Cartas político-económicas al conde de Lerena

Sus ideales económicos son de raíz liberal (pretende suprimir todas las leyes que coarten la libertad civil, reforma legislativa que se inspira en los principios de simplificación y sencillez. Se muestra iusnaturalista, pues el derecho consuetudinario sólo ha de ser adoptado si no contradice al natural). Por otra parte, su carácter clandestino señala la búsqueda de un nuevo público que ya no está cercano a los círculos de poder, sino que está constituido por los sectores que deben derrocarlo, lo que es más obvio todavía en su panfleto Pan y toros, igualmente atribuido a los autores más diversos, incluso a Melchor Gaspar de Jovellanos, y reeditadísimo en su época y aún en el siglo XIX.
La primera parte de las Cartas responden todavía a la idea de que es posible acometer reformas estructurales en el país contando con las instancias del poder y con la Monarquía como impulsores de esos cambios; pero en la segunda parte, sin embargo, Arroyal se muestra ya desengañado. Podrían considerarse estas cartas como literatura proyectista si quitamos la consideración despectiva del término, pues no se queda en señalar remedios, sino que descubren claramente las raíces profundas y las causas políticas de fondo de los males económicos del país.
Arroyal es un filósofo ilustrado-cristiano muy avanzado, para el cual la religión y la razón son absolutamente compatibles. Le caracterizan los rasgos estilísticos de la ironía, el sarcasmo, los coloquialismos, las visiones devaluadoras y las frases sentenciosas.
Escribió un panfleto anónimo contra la Apología por España y su mérito literario de su pariente Juan Pablo Forner, conocido como Pan y toros pero en realidad titulado irónicamente Oración apologética en defensa del estado floreciente de España, muy divulgado desde el año 1793 por toda la geografía española. Constituye un avance total hacia el desengaño, pues descalifica en forma absoluta el gobierno ilustrado. Arroyal ha agotado ya la vía oficial (que representan sus Sátiras y sus Epigramas), la vía paralegal (que representan sus Cartas a Lerena y a Saavedra) y ha percibido su ineficacia. Pasa, pues, al ataque directo y a rechazar la vía reformista: opta por la clandestinidad y la búsqueda de un nuevo público. Constituye el ataque más violento de la ápoca contra el despotismo político y religioso en defensa de la sociedad civil. Recurre el autor al sarcasmo y la ironía amarga continuamente: toda la obra está formada sobre el supuesto de que la máxima perfección es la acumulación de defectos, invirtiendo así el esquema del discurso apologético. De hecho, el uso paródico de un tipo de discurso "oficial" señala claramente que se trata de un autor desengañado de la vía reformista. Esto le da un mayor interés y modernidad que a la mayoría de las obras serias del periodo. Se trata de hecho de una incitación paródica a un sector que no se corresponde con el poder y constituye una de las pocas sátiras progresistas, pues las reaccionarias eran entonces las más abundantes.

## Obras
- Versión castellana del oficio parvo de Nuestra Señora, según el breviario romano. Madrid: por D. Joachin Ibarra: se hallará en casa de Baylo, 1781
- Versión castellana del Oficio de los difuntos, con otras preces, y oraciones de la Iglesia: según el Breviario, y Ritual Romano. Madrid: por D. Joachin Ibarra, 1783
- Versión parafrástica del oficio parvo de Nuestra Señora: según el breviario romano. Madrid: D. Joachîn Ibarra, 1784
- Las odas de D. León de Arroyal. Madrid: por D. Joachîn Ibarra, 1784.[5]
- Los epigramas. Madrid: por D. Joachin Ibarra, impresor, 1784.
- Versión parafrástica de la Santa Misa: como la celebra nuestra Madre la Iglesia en las Dominicas y festividades del año según el misal Romano y quaderno de Santos de España. Madrid: por D. Joachîn Ibarra, 1785, aunque por diversas dificultades los tres tomos, ya impresos, no se publicaron en su momento y lo hicieron catorce años más tarde, en abril de 1799 y a cargo de la viuda de Ibarra el primero y segundo, convenientemente censurados, no el tercero que se extravió estando en censura y hubo de rehacerse por completo por el mismo León Arroyal.[6]
- Pan y toros. Oración apologética en defensa del estado floreciente de España, 1793.
- Leonido, écloga, Madrid, 1794.
- Los Disthicos de Caton con Escolios de Erasmo traducidos y ampliados por don Leon de Arroyal. Madrid: en la Oficina de D. Gerónimo Ortega, 1797
- Los disthicos de Catón con escolios de Erasmo / traducidos y ampliados por Don Leon de Arroyal. Libro Quinto adicional a los disthios de Caton. Madrid: en la oficina de D. Gerónimo Ortega, 1797
- Cartas político-económicas al Conde de Lerena. Con la segunda parte inédita. Edición de José Caso González. Oviedo: 1971.
- Sátiras (inédita) Se anuncia su próxima publicación por parte de Enrique Moral.[7][8]